# Тирякле (Нуримановский район)
Тирякле (баш. Тирәкле) — деревня в Нуримановском районе Башкортостана, входит в состав Никольского сельсовета.

## Название
Название дано по р. Терекла (другое название — Тереклинский), впадающей в р. Сарву возле селения.

## История
Два десятилетия Тирякле являлось дачным поселком. Статус населённого пункта (деревни) присвоен постановлением Правительства РФ от 25 февраля 2014 г. № 143 «О присвоении наименований географическим объектам в Республике Башкортостан».

## Население
| 2014 |
| ---- |
| 0    |

## Географическое положение
Расстояние до:
- районного центра (Красная Горка): 23 км,
- центра сельсовета (Никольское): 11 км,
- ближайшей ж/д станции (Иглино): 73 км.

## Трудовая занятость
Подсобные хозяйства и пчеловодческая деятельность.